# 新亞研究所
新亞研究所（英語：New Asia Institute of Advanced Chinese Studies），創立於1953年，是錢穆等中國大陸政權易手後南渡香港的學者，繼創辦新亞書院後在香港創立的高等教育及研究機構，以中國文學、中國歷史及中國哲學三大範疇為專攻領域。研究所為中華民國教育部承認，畢業生通過論文可獲教育部驗印的碩士、博士學位。新亞研究所與新亞中學共用校舍。

## 簡介
新亞書院校訓為「誠明」，語出《中庸》。《中庸》：「誠者，天之道也。誠之者，人之道也。」又說：「自誠明，謂之性。自明誠，謂之教。誠則明矣，明則誠矣。」意思是天地萬物以誠實運作；誠，是大自然的真理。達至誠，是人人應做的。一舉一動合乎誠，就無不明白了。明白了，不僅能成就自己，也能成就萬物。達到誠明，需要通過學習和堅持。博學、求教、思考、辨別、實行，是學習的方法；能夠堅持學習，明白自身和萬物的本性，我們能獲得真正的智慧，與天人合一。
據創辦人錢穆述及，新亞草創初期經濟極為拮据，設備簡陋而規模狹小（而在脫離中文大學後亦然），但仍然憑藉如此可憐的物質條件而致力表現出一眾學者的教育文化理想，就是新亞的精神；同時，當時新亞學生多歷顛沛流離，亦多為窮困所迫，但仍有志上進，努力進學，亦是新亞精神的體現。
新亞研究所圖書館藏書逾十三萬冊，其中線裝書五萬餘冊。新亞研究所歷來出版專書五十餘種，《新亞學報》三十一卷，《中國學人》六期，《新亞研究所通訊》九期，共約三千餘萬言。四十年來，導師﹑訪問學者﹑研究員生之論文﹑演講﹑月會報告等共五百餘篇。

## 簡史

### 新亞書院時期

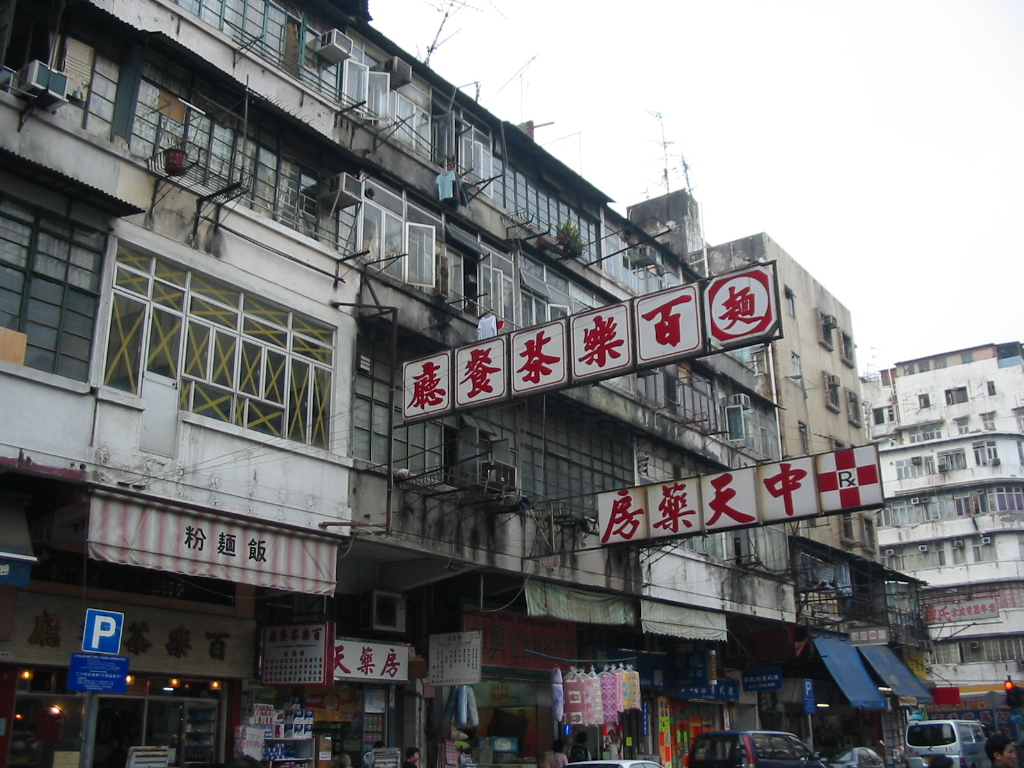
位於深水埗桂林街的舊校舍遺址

1949年中國大陸政權易手後，張其昀南渡香港決定創立學院，隨後由錢穆、唐君毅、張丕介等學者辦理，當時名為亞洲文商學院（即亞洲文商專科夜校），及後於1950年3月改組並易名為新亞書院。其教育宗旨在於「上溯宋明書院講學精神，旁採西歐大學導師制度，以人文主義之教育宗旨，溝通世界中西文化，為人類和平社會幸福謀前途。」
錢穆於新亞書院草創後，即有意興辦中國文史哲研究所之理想，教學及研究中國人文學術，以保存及發揚中國文化為宗旨，並且為有志於中國歷史文化之研究的大專畢業生提供深造的機會。遂於1953年秋，創辦新亞研究所，初時受亞洲基金會資助，規模甚小設備簡陋，只有研究生數人，其後接受哈佛燕京學社資助，於1955年正式公開招考研究生，導師有錢穆、唐君毅、牟潤孫、潘重規等。
新亞研究所於1956年遷入九龍靠背壟農圃道新校舍，並於1960至1961年開始招收外籍研究生。1962年，再增設東南亞研究室。
1963年，香港中文大學成立，新亞書院與聯合書院、崇基學院同為成員學院之一，新亞研究所隨新亞書院成為香港中文大學之一員，並受中文大學經費補助，同時4名負責導師獲授予中大講師職位，繼續負責所務。在最初的中大顯徑邨現址建校方案，新亞研究所設於現時的顯徑邨顯貴樓位置；但在馬料水建校方案中，已經沒有為研究所預留專用房舍。香港中文大學先後於1966及1967年開設研究院及中國文化研究所（研究院中國文/史/哲研究學部由此包辦），新亞研究所因而在1970年停招研究生，改為招聘研究助理學習員。而自唐君毅1968年出任所長後，新亞研究所與大學間關係的問題白熱化。

### 獨立研究所

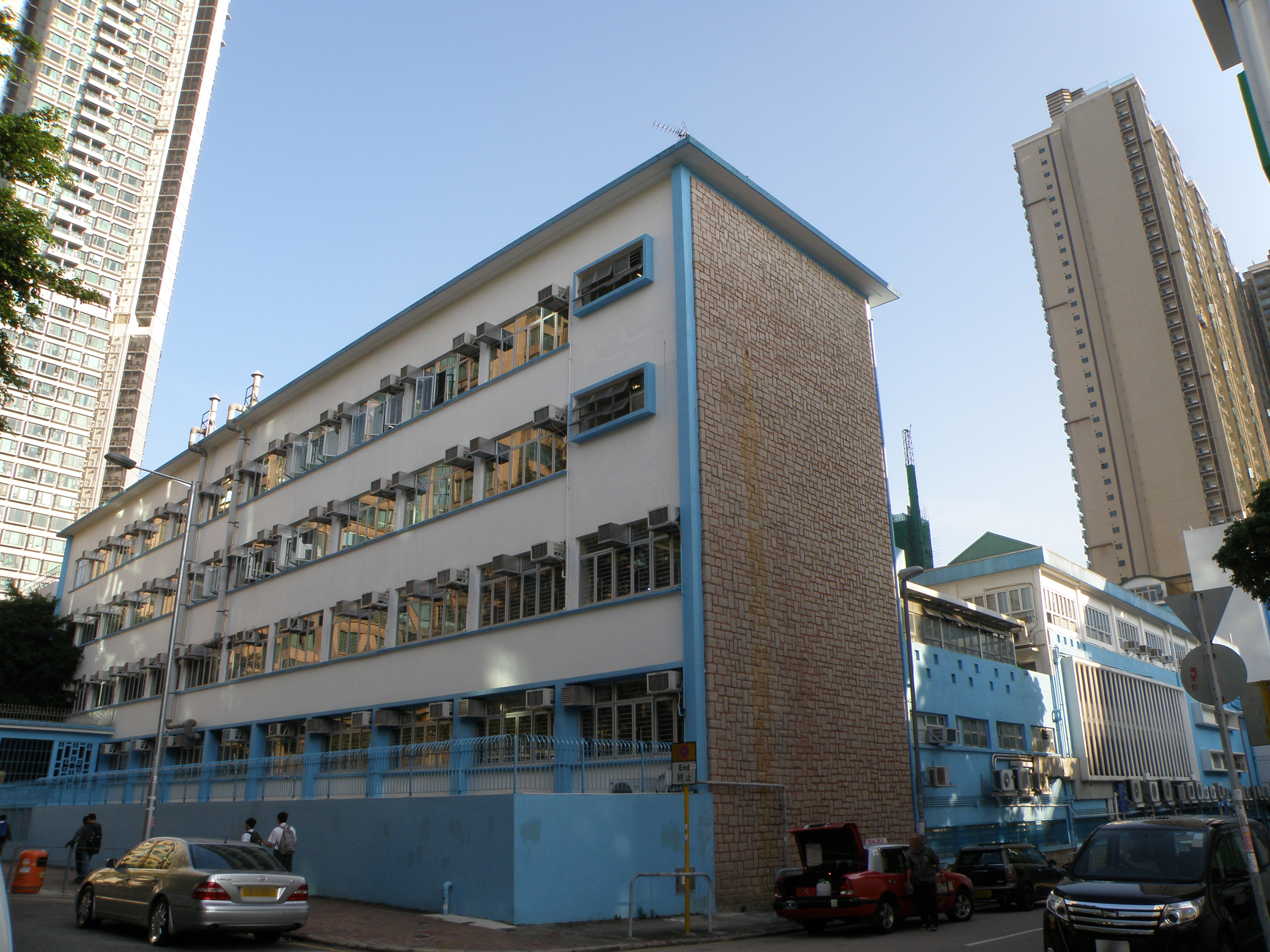
新亞研究所位於新亞中學西北面A座教學樓，為原新亞書院農圃道校舍

1973年新亞書院遷入沙田後，研究所原擬在翌年亦一併遷入，並加設佛學研究組；但在1974年，中文大學停止對新亞研究所的經費補助，新亞書院董事會遂決議將研究所脫離中文大學（遷入計劃亦告中止），並將之改隸新成立的「新亞教育文化基金會」（同年6月向台灣教育部門重新備案，7月23日在新亞校董會上通過，並於8月15日正式脫離中大），繼續營辦，並恢復招收研究生，分文學，史學，哲學三組，但東南亞研究室則併入由大學本部開設之中國文化研究所，而來自美國哈佛燕京學社之援助亦改撥中國文化研究所。
1976年，香港政府建議中大改制，將學科教學的工作統一歸由大學中央辦理，書院僅負責學生福利及通識教育等工作。新亞書院校董會九位董事，包括唐君毅、李祖法、錢穆、沈亦珍、吳俊升、徐季良、劉漢棟、任國榮、郭正達，以此違反中文大學之「聯邦制」本意為由，集體辭職抗議。由此，唐君毅等人不再兼任任何中文大學教席或公職，專注於研究所所務。
1981年，新亞研究所增設博士班，招收有中國文學、史學或哲學之碩士學位者，學位由台灣教育部頒發。
在脫離中文大學後，新亞研究所早期一直受台灣教育部津貼，而且由於有諸如唐君毅、牟宗三等名儒任教，吸引有志人士報讀，因此研究所仍能發展；但在90年代，名儒先後退休或去世，且後繼無人，加上香港主權移交後，台灣政府減少對研究所支援（取消定期資助），研究所發展備受限制。而在2003年後，台灣政府除頒發碩博士學位外不再在財政上支援研究所（包括不定期資助），經費日益減少，研究所將會面對在中長期內停辦的風險。

## 現況

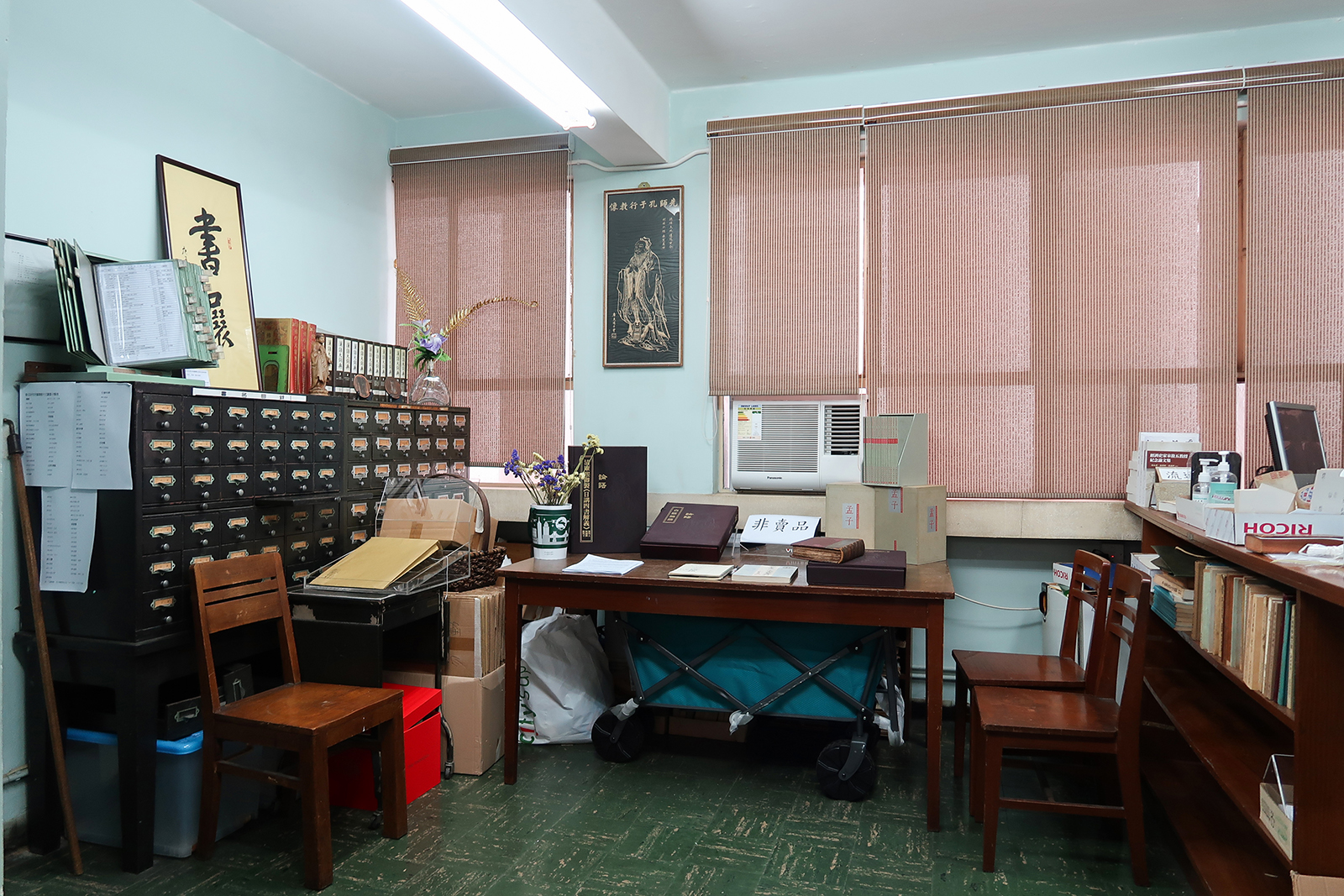
新亞研究所的流通處
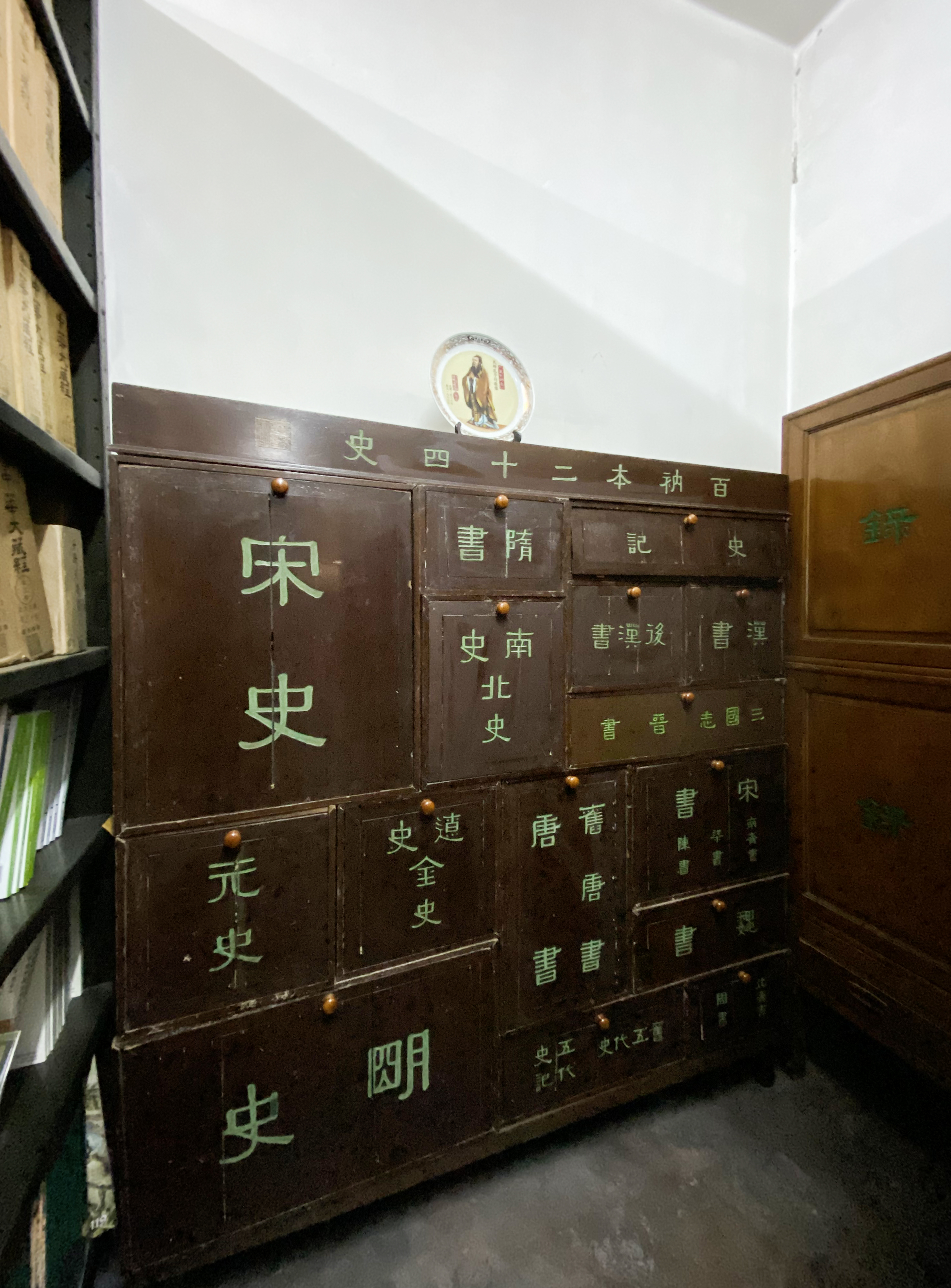
新亞研究所圖書館收藏的經史古籍
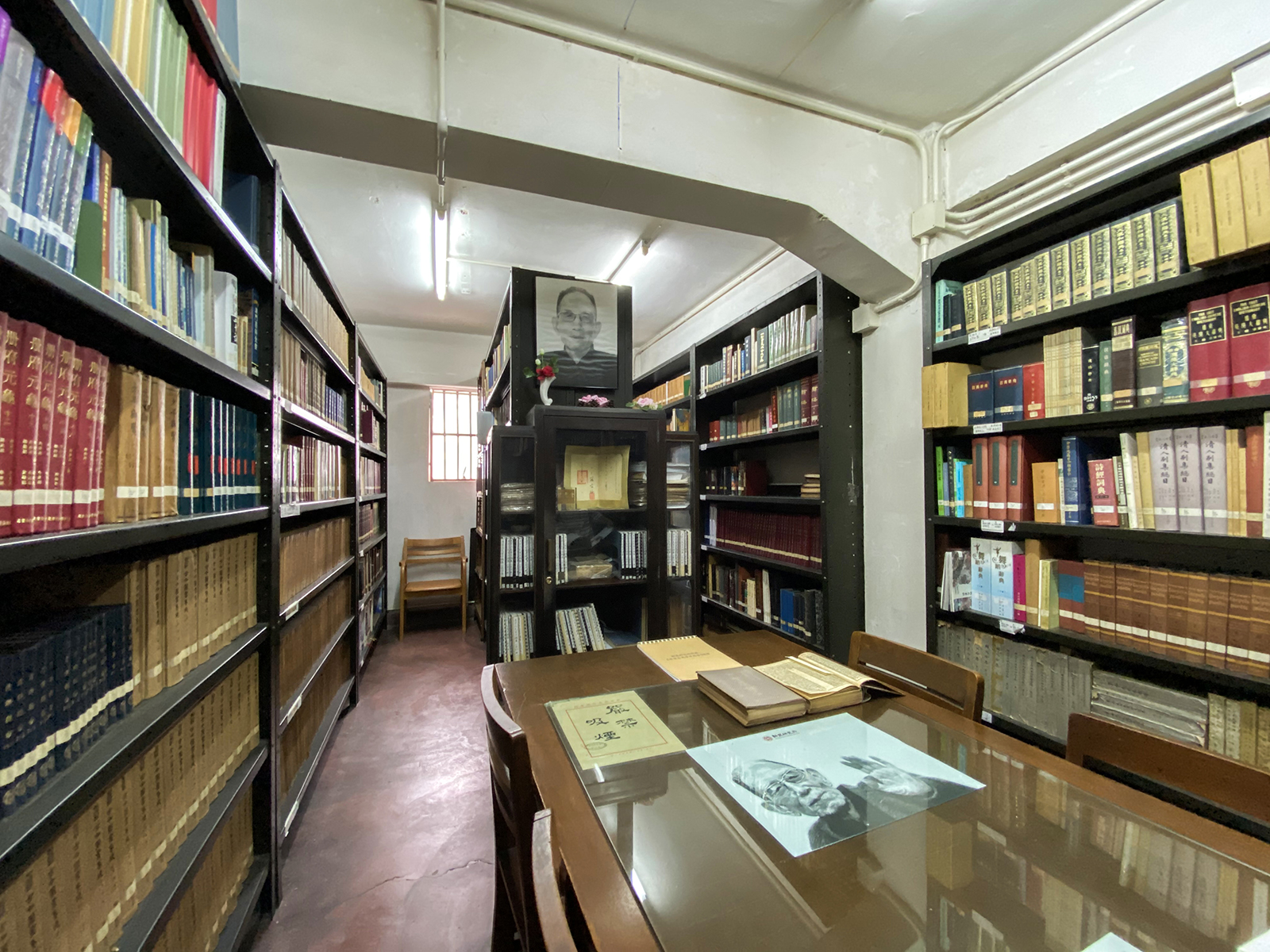
新亞研究所內的牟宗三先生紀念室
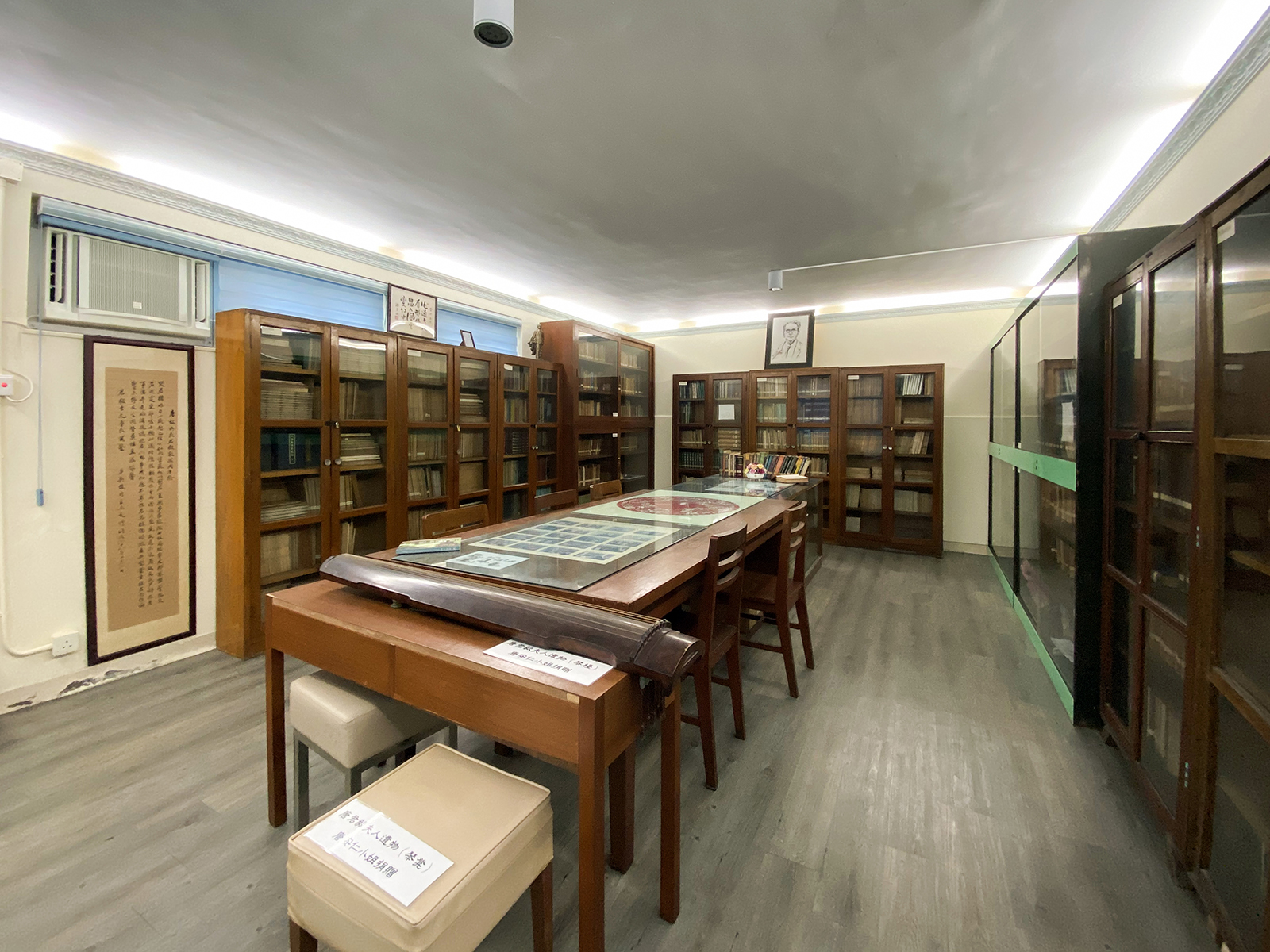
新亞研究所內經翻新後的唐君毅先生紀念室

新亞研究所位於在土瓜灣農圃道的新亞中學舊有三層高圖書館翼的三樓，一樓的一個圖書館大半被中學部圖書館佔用。原來的研究所圖書館仍保留書庫的一樓及二樓空間。圖書館內的書籍遠至先秦，近至現代，線裝書、百衲本一應俱全，一共十三萬冊。圖書館沒有電腦設備，尋書都要依作者或書名的筆劃查冊。
2015年起，研究所所長由劉楚華擔任，她是香港的古琴家，曾任教浸會大學，亦是七十年代在研究所讀書的舊生。根據她2015年的訪問，研究所因講課的大師相繼辭世，加上脫離中大新亞書院之後，資源更形緊絀，入不敷支，全靠有心人的捐助，現時很多講師都是退休教師，只收取微薄酬金，但是艱難的環境，不減研究所人員對傳統文化的熱愛。現時研究所每年只是收取大約三十名碩士生和博士生。他們的課程未獲香港政府認可，但是該研究所碩博士學位仍由台灣教育部頒發認可。未來他們還會舉辦講座和其他活動，推廣傳統文化。

## 歷任所長
- 錢穆教授（1953-1964，兼任新亞書院校長）
- 吳俊升教授（1964-1968，兼任新亞書院校長）
- 唐君毅教授（1968-1978）
- 嚴耕望教授（代理）（至1978/12）
- 孫國棟教授（1978-1983）
- 全漢昇教授（1983-1995）（教務長兼任）
- 陳佐舜教授（1995-1998）
- 李杜教授（代所長）（至1999/8）
- 李杜教授（1999-2002）
- 陳志誠教授（2002-2011）
- 廖伯源教授（2011-2014）
- 劉楚華教授（2014-）

## 著名教授
- 錢穆、唐君毅、牟潤孫、潘重規、嚴耕望、全漢昇、陳荊和、牟宗三、王德昭、徐復觀、羅夢冊、孫國棟、陳志誠、廖伯源、何廣炎

## 知名校友
- 余英時：漢學通儒，普林斯頓大學榮休教授
- 唐端正： 新亞書院哲學系第一位學生，退休香港中文大學教授，知名哲學家
- 孫國棟：中國歷史學家，前新亞書院院長及新亞研究所所長
- 李學銘：前香港語文教育學院副院長，是《常用字字形表》初版主編，現職新亞研究所
- 陶國璋：前香港中文大學哲學系高級講師。
- 曹仕邦：佛學、史學專家
- 廖伯源：秦漢史專家，前新亞研究所所長
- 劉楚華：香港古琴家、現任新亞研究所所長
- 盧雪崑：牟宗三哲學研究學會會長
- 趙善軒：英國皇家歷史學會副院士、國立中山大學臺港國際研究中心兼任研究員
- 鄭永常：國立成功大學歷史學系兼任教授
- 葉 龍：前香港能仁書院院長，能仁文史研究所所長、教授
- 陳沛然：香港佛學研究所所長,新亞研究所校友會理事長
- 李卓藩：香港樹仁大學助理教授, 前九龍城區議員
- 鄧國光：當代經學及文論大家，澳門大學教授
- 陳慧寧：香港樹仁大學中文系講師
- 馬顯慈：香港公開大學副教授
- 施德玉：國立成功大學藝術研究所教授
- 陸大康：中華科技大學餐飲管理系講師
- 李奇嶽：台灣知名評論員，臺北城市科技大學觀光系助理教授，臺北市立大學史地系兼任助理教授,DoMo集團董事長,劍橋大學博士後研究
- 顏瑞棋：宏國德霖科技大學休閒事業管理系助理教授，銘傳大學觀光系兼任助理教授
- 陳偉佳：中學校長
- 賴文輝：前荃灣區議員, 香港足球史學會創會秘書及前任副會長
- 韋金滿：前香港浸會大學中國語言文學系副教授
- 劉彥均：臺北城市科技大學觀光系助理教授
- 楊祖漢：國立中央大學哲研所榮譽教授

## 外部連結
- 新亞研究所 （页面存档备份，存于）
- 新亞研究所Facebook專頁 （页面存档备份，存于）
- 新亞研究所圖書館Facebook專頁
- 新亞硏究所通訊 （页面存档备份，存于）香港大學圖書館數碼化項目，Hong Kong Journals Online
- 牟宗三老師及新亞研究所訪問專輯 （页面存档备份，存于）